# Lista de governadores de São Tomé e Príncipe
Segue-se uma lista dos governadores portugueses em São Tomé e Príncipe. As datas referem-se à tomada e cessação do cargo
As ilhas de São Tomé e Príncipe, Fernando Pó e Ano-Bom foram descobertas e reclamadas por Portugal durante a década de 1470. As estruturas governamentais foram estabelecidas em 1485. Cada ilha era governada como um entidade autónoma até 1753, altura em foi decidida a unificação para uma única colónia. Em 1778, Fernando Pó e Ano-Bom foram cedidas a Espanha. Em 1951 as ilhas tornar-se-iam uma província ultramarina de Portugal. A autonomia foi consentida em 1974 e a sua independência reconhecida a 12 de julho de 1975.

## São Tomé

### Colónia Portuguesa (1485-1522)
| Nome              | Cargo             | Início do mandato      | Fim do Mandato         | Observações |
| ----------------- | ----------------- | ---------------------- | ---------------------- | ----------- |
| João de Paiva     | Capitão-Donatário | 24 de setembro de 1485 | 3 de fevereiro de 1490 |             |
| João Pereira      | Capitão-Donatário | 3 de fevereiro de 1490 | 29 de julho de 1493    |             |
| Álvaro de Caminha | Capitão-Donatário | 29 de julho de 1493    | 28 de abril de 1499    |             |
| Fernão de Melo    | Capitão-Donatário | 1499                   | c.1510                 |             |
| ....              | Capitão-Donatário | c.1510                 | c.1516                 |             |
| Diogo de Alcáçova | Capitão-Donatário | c.1516                 | c.1517                 |             |
| João de Melo      | Capitão-Donatário | c.1517                 | c.1522                 |             |

### Colónia da Coroa Portuguesa (1522-1595)
| Nome                              | Cargo                    | Início do mandato | Fim do Mandato | Observações                                         |
| --------------------------------- | ------------------------ | ----------------- | -------------- | --------------------------------------------------- |
| Vasco Estevens                    | Capitão                  | 1522              | 15..           |                                                     |
| ....                              |                          | 15..              | 1521           |                                                     |
| Henrique Pereira                  | Capitão                  | 1531              | c.1535         |                                                     |
| Gonçalo Álvares                   | Governador               | c.1535            | 1541           |                                                     |
| Diogo Botelho Pereira             | Capitão                  | 1541              | 1545           |                                                     |
| Francisco de Barros de Paiva      | Capitão                  | 1546              | c.1554         |                                                     |
| Pedro Botelho                     | Capitão                  | c.1558            | 15..           |                                                     |
| Ana Chaves                        |                          | 15..              | 1560           | Condução dos negócios da colónia durante interregno |
| Cristóvão Dória de Sousa          | Capitão                  | 1560              | 1564           |                                                     |
| Francisco de Gouveia              | Capitão                  | 1564              | 1569           |                                                     |
| Francisco de Paiva Teles          | Capitão                  | 1569              | 1571           |                                                     |
| Diogo Salema                      | Capitão                  | 1571              | 1575           |                                                     |
| António Monteiro Maciel           | Capitão                  | 1575              | c.1582         |                                                     |
| Ana Chaves                        |                          | c.1582            | c.1584         | Condução dos negócios da colónia durante interregno |
| Francisco Fernandes de Figueiredo | Capitão                  | c.1584            | 1587           | a partir de 1586, Governador                        |
| Miguel Teles de Moura             | Governador               | 1587              | 1591           |                                                     |
| Duarte Peixoto da Silva           | Governador               | 1591              | 1592           |                                                     |
| Francisco de Vilanova             | Governador representante | 1592              | 1593           | Bispo de São Tomé                                   |
| Fernandes de Meneses              | Governador               | 1593              | 1595           |                                                     |

### Reino dos Angolares(1595-1596)
| Nome          | Cargo | Início do mandato  | Fim do Mandato       | Observações                                                                                 |
| ------------- | ----- | ------------------ | -------------------- | ------------------------------------------------------------------------------------------- |
| Amador Vieira | Rei   | 9 de julho de 1595 | 4 de janeiro de 1596 | Governou toda a ilha de São Tomé, não conseguindo tomar unicamente o Forte de São Sebastião |

### Colónia da Coroa Portuguesa (1596-1641)
| Nome                                 | Cargo                    | Início do mandato     | Fim do Mandato   | Observações       |
| ------------------------------------ | ------------------------ | --------------------- | ---------------- | ----------------- |
| Fernandes de Meneses                 | Governador               | 1596                  | 1597             |                   |
| Vasco de Carvalho                    | Governador               | 1597                  | c.1598           |                   |
| Pieter van der Does                  | Comandante Holandês      | 18 de outubro de 1599 | novembro de 1599 |                   |
| João Barbosa da Cunha                | Governador representante | c.1598                | 1601             |                   |
| António Maciel Monteiro              | Governador representante | 1601                  | 1604             |                   |
| Pedro de Andrade                     | Governador               | 1604                  | 160.             |                   |
| João Barbosa da Cunha                | Governador representante | 160.                  | 1609             |                   |
| Fernando de Noronha                  | Governador               | 1609                  | 1609             |                   |
| Constantino Tavares                  | Governador               | 1609                  | 1611             |                   |
| João Barbosa da Cunha                | Governador representante | 1611                  | 1611             |                   |
| Francisco Teles de Meneses           | Governador               | 1611                  | 1611             |                   |
| Luís Dias de Abreu                   | Governador               | 1611                  | 1612             |                   |
| Feliciano de Carvalho                | Governador               | 1612                  | 1613             |                   |
| Jerónimo de Quintanilha, O. Cristo   | Governador representante | 1613                  | 1614             | Bispo de São Tomé |
| Luís Dias de Abreu                   | Governador               | 1614                  | 1616             |                   |
| Miguel Correia Baharem               | Governador               | 1616                  | 1620             |                   |
| Pedro da Cunha                       | Governador               | 1620                  | 1621             | Bispo de São Tomé |
| Félix Pereira                        | Governador               | 1621                  | 1623             |                   |
| Jerónimo de Melo Fernando            | Governador               | 1623                  | 1627             |                   |
| André Gonçalves Maracote             | Governador               | 1627                  | 1628             |                   |
| Lourenço Pires de Távora             | Governador representante | 1628                  | 1632             |                   |
| Francisco Barreto de Meneses         | Governador               | 1632                  | 1632             |                   |
| Lourenço Pires de Távora             | Governador representante | 1632                  | 1636             |                   |
| António de Carvalho                  | Governador               | 1636                  | 1636             |                   |
| Lourenço Pires de Távora             | Governador representante | 1636                  | 1640             |                   |
| Manuel Quaresma Carneiro             | Governador               | 1640                  | 1640             |                   |
| Miguel Pereira de Melo e Albuquerque | Governador representante | 1640                  | 1641             |                   |

### Ocupação Holandesa
| Nome | Cargo               | Início do mandato    | Fim do Mandato | Observações |
| ---- | ------------------- | -------------------- | -------------- | ----------- |
| .... | Comandante Holandês | 3 de outubro de 1641 | 1648           |             |

### Colónia da Coroa Portuguesa (1648-1709)
| Nome                              | Cargo                    | Início do mandato | Fim do Mandato | Observações |
| --------------------------------- | ------------------------ | ----------------- | -------------- | ----------- |
| Paulo da Ponte                    | Governador representante | 1641              | 1642           |             |
| Lourenço Pires de Távora          | Governador               | 1641              | c.1650         |             |
| ....                              |                          | c.1650            | 1656           |             |
| Cristóvão de Barros do Rego       | Governador               | 1656              | c.1657         |             |
| ....                              |                          | c.1657            | c.1661         |             |
| Pedro da Silva                    | Governador               | c.1661            | 166.           |             |
| ....                              |                          | 166.              | 1669           |             |
| Paulo Ferreira de Noronha         | Governador               | 1669              | 1671           |             |
| Câmara de Senado                  |                          | 1671              | 1673           |             |
| Julião de Campos Barreto          | Governador               | 1673              | 1677           |             |
| Bernardim Freire de Andrade       | Governador               | 1677              | 1680           |             |
| Jacinto de Figueiredo e Abreu     | Governador               | 1680              | 1683           |             |
| João Álvares da Cunha             | Governador representante | 1683              | 1686           |             |
| António Pereira de Brito e Lemos  | Governador               | 1686              | 1686           |             |
| Bento de Sousa Lima               | Governador               | 1686              | 1689           |             |
| António Pereira de Lacerda        | Governador               | 1689              | 1693           |             |
| Antonio de Barredo                | Governador               | 1693              | 1694           |             |
| José Pereira Sodré                | Governador               | 1695              | 1696           |             |
| João da Costa Matos               | Governador               | 1696              | 1697           |             |
| Manuel António Pinheiro da Câmara | Governador               | 1697              | 1702           |             |
| José Correia de Castro            | Governador               | 1702              | 1709           |             |
| Vicente Dinís Pinheiro            | Governador               | 1709              | 1709           |             |

### Ocupação Francesa (1709-1715)
| Nome              | Cargo | Início do mandato | Fim do Mandato | Observações |
| ----------------- | ----- | ----------------- | -------------- | ----------- |
| Junta Governativa |       | 1709              | 1715           |             |

### Colónia da Coroa Portuguesa (1715-1753)
| Nome                         | Cargo                    | Início do mandato | Fim do Mandato | Observações       |
| ---------------------------- | ------------------------ | ----------------- | -------------- | ----------------- |
| Bartolomeu da Costa da Ponte | Governador               | 1715              | 1716           |                   |
| Senado da Câmara             |                          | 1716              | 1717           |                   |
| António Furtado de Mendonça  | Governador               | 1717              | 1720           |                   |
| Junta Administrativa         |                          | 1720              | 1722           |                   |
| José Pinheiro da Câmara      | Governador               | 1722              | 1727           |                   |
| Serafim Teixeira Sarmento    | Governador               | 1727              | 1734           |                   |
| Lopo de Sousa Coutinho       | Governador               | 1734              | 1736           |                   |
| José Caetano Soto Maior      | Governador               | 1736              | 1741           |                   |
| Senado da Câmara             |                          | 1741              | 1744           |                   |
| Francisco Luís da Conceição  | Governador               | 1744              | 1744           | Bispo de São Tomé |
| Francisco de Alva Brandão    | Governador representante | 1744              | 1745           |                   |
| Francisco Luís das Chagas    | Governador               | 1747              | 1747           | Bispo de São Tomé |
| Câmara de Senado             |                          | 1748              | 1751           |                   |
| António Rodrigues das Neves  | Governador               | 1751              | 1751           |                   |
| Câmara de Senado             |                          | 1751              | 1753           |                   |

## Príncipe
| Nome                                  | Cargo      | Início do mandato | Fim do Mandato | Observações |
| ------------------------------------- | ---------- | ----------------- | -------------- | ----------- |
| ....                                  |            | 1500              | 1753           |             |
| Augusto Frutuoso Figueiredo de Barros | Governador | 1881              | 1882           | capitão     |

## São Tomé e Príncipe

### Colónia da Coroa Portuguesa (1753-1910)
| Nome                                           | Cargo                    | Início do mandato      | Fim do Mandato         | Observações       |
| ---------------------------------------------- | ------------------------ | ---------------------- | ---------------------- | ----------------- |
| Senado da Câmara                               |                          | 1753                   | 1755                   |                   |
| Lopo de Sousa Coutinho                         | Governador               | 1755                   | 1755                   |                   |
| Senado da Câmara                               |                          | 1755                   | 1758                   |                   |
| Luís Henrique da Mota e Melo                   | Governador               | 1758                   | 1761                   |                   |
| Senado da Câmara                               |                          | 1761                   | 1767                   |                   |
| Lourenço Lobo de Almeida Palha                 | Governador               | 1767                   | 1768                   |                   |
| Senado da Câmara                               |                          | 1768                   | 1770                   |                   |
| Vicente Gomes Ferreira                         | Governador               | 1770                   | 1778                   |                   |
| João Manuel de Azambuja                        | Governador               | 1778                   | 1782                   |                   |
| Cristóvão Xavier de Sá                         | Governador               | 1782                   | 1788                   |                   |
| João de Resende Tavares Leote                  | Governador               | 1788                   | 1797                   |                   |
| Inácio Francisco da Nóbrega de Sousa Coutinho  | Governador               | 1797                   | 1797                   |                   |
| Manuel Monteiro de Carvalho                    | Governador representante | 1797                   | 1797                   |                   |
| Varela Borca                                   | Governador               | 1797                   | 1798                   |                   |
| Manuel Francisco Joaquim da Mota               | Governador               | 1798                   | 1799                   |                   |
| Frei Rafael de Castelo de Vide                 | Governador               | 1799                   | 1799                   | Bispo de São Tomé |
| João Baptista da Silva                         | Governador               | 1799                   | 1802                   |                   |
| Gabriel António Franco de Castro               | Governador               | 1802                   | 1805                   |                   |
| Luís Joaquim Lisboa                            | Governador               | 1805                   | 1817                   |                   |
| Filipe de Freitas                              | Governador               | 1817                   | 1824                   |                   |
| João Maria Xavier de Brito                     | Governador               | 1824                   | 1830                   |                   |
| Joaquim Bento da Fonseca                       | Governador               | 1830                   | 1834                   |                   |
| Governo Provisório                             | Governador               | 1834                   | 1836                   |                   |
| Fernando Correia Henriques de Noronha          | Governador representante | 1836                   | 1837                   |                   |
| Leandro José da Costa                          | Governador               | 1837                   | 1838                   |                   |
| José Joaquim de Urbanski                       | Governador               | 1838                   | 1839                   |                   |
| Bernardo José de Sousa Soares de Andrea        | Governador               | 1839                   | 5 de fevereiro de 1843 |                   |
| Leandro José da Costa                          | Governador               | 5 de fevereiro de 1843 | 2 de março de 1843     |                   |
| José Maria Marquês                             | Governador               | 2 de março de 1843     | 1º de maio de 1846     |                   |
| Senado da Câmara                               |                          | 1 de maio de 1846      | 30 de setembro de 1847 |                   |
| Carlos Augusto de Morais e Almeida             | Governador               | 30 de setembro de 1847 | 20 de novembro de 1847 |                   |
| Senado da Câmara                               |                          | 20 de novembro de 1847 | 20 de julho de 1848    |                   |
| José Caetano René Vimont Pessoa                | Governador               | 20 de julho de 1848    | 30 de junho de 1849    |                   |
| Leandro José da Costa                          | Governador               | 1849                   | 9 de março de 1851     |                   |
| José Maria Marquês                             | Governador               | 9 de março de 1851     | 20 de março de 1853    |                   |
| Francisco José de Pina Rolo                    | Governador               | 20 de março de 1853    | 28 de julho de 1855    |                   |
| Adriano Maria Passaláqua                       | Governador               | 28 de julho de 1855    | 21 de março de 1857    |                   |
| Senado da Câmara                               |                          | 21 de março de 1857    | 15 de janeiro de 1858  |                   |
| Francisco António Correia                      | Governador               | 15 de janeiro de 1858  | 29 de maio de 1858     |                   |
| Senado da Câmara                               |                          | 29 de maio de 1858     | 1859                   |                   |
| Luís José Pereira e Horta                      | Governador               | 1859                   | 21 de novembro de 1860 |                   |
| José Pedro de Melo                             | Governador               | 21 de novembro de 1860 | 8 de julho de 1862     |                   |
| Senado da Câmara                               |                          | 8 de julho de de 1862  | 17 de dezembro de 1862 |                   |
| José Eduardo da Costa Moura                    | Governador               | 17 de dezembro de 1862 | 30 de março de 1863    |                   |
| João Baptista Brunachy                         | Governador               | 30 de março de 1863    | 8 de janeiro de 1864   |                   |
| Estanislau Xavier de Assunção e Almeida        | Governador               | 8 de janeiro de 1864   | 2 de agosto de 1865    |                   |
| João Baptista Brunachy                         | Governador               | 2 de agosto de 1865    | 30 de julho de 1867    |                   |
|                                                |                          |                        |                        |                   |
| António Joaquim da Fonseca                     | Governador               | 30 de julho de 1867    | 30 de setembro de 1867 |                   |
| Estanislau Xavier de Assunção e Almeida        | Governador               | 30 de setembro de 1867 | 30 de maio de 1869     |                   |
| Pedro Carlos de Aguiar Craveiro Lopes          | Governador               | 30 de maio de 1869     | 7 de outubro de 1872   |                   |
| João Clímaco de Carvalho                       | Governador               | 7 de outubro de 1872   | 28 de outubro de 1873  |                   |
| Gregório José Ribeiro                          | Governador               | 28 de outubro de 1873  | 1º de novembro de 1876 |                   |
| Estanislau Xavier de Assunção e Almeida        | Governador               | 1º de novembro de 1876 | 28 de setembro de 1879 |                   |
| Francisco Joaquim Ferreira do Amaral           | Governador               | 28 de setembro de 1879 | 28 de dezembro de 1879 |                   |
| Custódio Miguel de Borja                       | Governador representante | 28 de dezembro de 1879 | 3 de janeiro de 1880   |                   |
| Vicente Pinheiro Lôbo Machado de Melo e Almada | Governador               | 3 de janeiro de 1880   | 30 de dezembro de 1881 |                   |
| Augusto Maria Leão                             | Governador representante | 30 de dezembro de 1881 | 26 de janeiro de 1882  |                   |
| Francisco Teixeira da Silva                    | Governador               | 26 de janeiro de 1882  | 24 de maio de 1884     |                   |
| Custódio Miguel de Borja                       | Governador               | 24 de maio de 1884     | 25 de agosto de 1886   |                   |
| Augusto César Rodrigues Sarmento               | Governador               | 25 de agosto de 1886   | 9 de março de 1890     |                   |
| Firmino José da Costa                          | Governador               | 9 de março de 1890     | 26 de junho de 1891    |                   |
| Francisco Eugénio Pereira de Miranda           | Governador               | 26 de junho de 1891    | 8 de dezembro de 1894  |                   |
| Jaime Lobo de Brito Godins                     | Governador representante | 8 de dezembro de 1894  | 8 de abril de 1895     |                   |
| Cipriano Leite Pereira Jardim                  | Governador               | 8 de abril de 1895     | 5 de abril de 1897     |                   |
| Joaquim da Graça Correia e Lança               | Governador               | 5 de abril de 1897     | 5 de abril de 1899     |                   |
| Amâncio de Alpoim Cerqueira Borges Cabral      | Governador               | 5 de abril de 1899     | 3 de janeiro de 1901   |                   |
| Francisco Maria Peixoto Vieira                 | Governador representante | 3 de janeiro de 1901   | 8 de maio de 1901      |                   |
| Joaquim Xavier de Brito                        | Governador               | 8 de maio de 1901      | 8 de outubro de 1902   |                   |
| João Abel Antunes Mesquita Guimarães           | Governador               | 8 de outubro de 1902   | 7 de junho de 1903     |                   |
| João Gregório Duarte Ferreira                  | Governador representante | 7 de junho de 1903     | 14 de dezembro de 1903 |                   |
| Francisco de Paula Cid                         | Governador               | 14 de dezembro de 1903 | 13 de abril de 1907    |                   |
| Vítor Augusto Chaves Lemos e Melo              | Governador representante | 13 de abril de 1907    | 24 de junho de 1907    |                   |
| Pedro Berquó                                   | Governador               | 24 de junho de 1907    | 24 de outubro de 1908  |                   |
| Vítor Augusto Chaves Lemos e Melo              | Governador representante | 24 de outubro de 1908  | 13 de março de 1909    |                   |
| José Augusto Vieira da Fonseca                 | Governador               | 13 de março de 1909    | 13 de junho de 1910    |                   |
| Jaime Daniel Leote do Rego                     | Governador               | 13 de junho de 1910    | 7 de agosto de 1910    |                   |
| Fernando Augusto de Carvalho                   | Governador               | 7 de agosto de 1910    | 11 de dezembro de 1910 |                   |

### Colónia Portuguesa (1910-1951)
| Nome                                   | Cargo                    | Início do mandato      | Fim do Mandato         | Observações |
| -------------------------------------- | ------------------------ | ---------------------- | ---------------------- | ----------- |
| Carlos de Mendonça Pimentel e Melo     | Governador representante | 12 de dezembro de 1910 | 28 de dezembro de 1910 |             |
| António Pinto Miranda Guedes           | Governador               | 28 de dezembro de 1910 | 14 de junho de 1911    |             |
| Jaime Daniel Leote do Rego             | Governador               | 14 de junho de 1911    | 24 de novembro de 1911 |             |
| Mariano Martins                        | Governador               | 24 de novembro de 1911 | 13 de maio de 1913     |             |
| Pedro do Amaral Boto Machado           | Governador               | 13 de maio de 1913     | 31 de maio de 1915     |             |
| José Dionísio Carneiro de Sousa e Faro | Governador               | 31 de maio de 1915     | 6 de junho de 1915     |             |
| Rafael dos Santos Oliveira             | Governador representante | 6 de junho de 1915     | 28 de julho de 1918    |             |
| João Gregório Duarte Ferreira          | Governador               | 28 de julho de 1918    | 11 de junho de 1919    |             |
| Avelino Augusto de Oliveira Leite      | Governador               | 11 de junho de 1919    | 25 de setembro de 1920 |             |
| José Augusto de Conceição Alves Vélez  | Governador representante | 25 de setembro de 1920 | 22 de outubro de 1920  |             |
| Eduardo Nogueira de Lemos              | Governador representante | 22 de outubro de 1920  | 2 de julho de 1921     |             |
| António José Pereira                   | Governador               | 2 de julho de 1921     | 23 de janeiro de 1924  |             |
| Eugénio de Barros Soares Branco        | Governador               | 23 de janeiro de 1924  | 8 de julho de 1926     |             |
| José Duarte Junqueira Rato             | Governador               | 8 de julho de 1926     | 31 de agosto de 1928   |             |
| Sebastião José Barbosa                 | Governador representante | 31 de agosto de 1928   | 30 de janeiro de 1929  |             |
| Francisco Penteado                     | Governador               | 30 de janeiro de 1929  | 31 de agosto de 1929   |             |
| Luís Augusto Vieira Fernandes          | Governador               | 31 de agosto de 1929   | 17 de dezembro de 1933 |             |
| Ricardo Vaz Monteiro                   | Governador               | 17 de dezembro de 1933 | 8 de maio de 1941      |             |
| Amadeu Gomes de Figueiredo             | Governador               | 8 de maio de 1941      | 5 de abril de 1945     |             |
| Carlos de Sousa Gorgulho               | Governador               | 5 de abril de 1945     | julho de 1948          |             |
| Afonso Manuel Machado de Sousa         | Governador representante | julho de 1948          | 8 de outubro de 1950   |             |
| Mário José Cabral de Oliveira e Castro | Governador representante | 8 de outubro de 1950   | 11 de junho de 1951    |             |

### Província Ultramarina de Portugal (1951-1974)
| Nome                                           | Cargo                    | Início do mandato     | Fim do Mandato         | Observações |
| ---------------------------------------------- | ------------------------ | --------------------- | ---------------------- | ----------- |
| Mário José Cabral de Oliveira e Castro         | Governador representante | 11 de junho de 1951   | 28 de junho de 1952    |             |
| Guilherme António do Amaral de Abranches Pinto | Governador representante | 28 de junho de 1952   | 18 de abril de 1953    |             |
| Fernando Augusto Rodrigues                     | Governador representante | 18 de abril de 1953   | 19 de maio de 1953     |             |
| Afonso Manuel Machado de Sousa                 | Governador representante | 19 de maio de 1953    | julho de 1953          |             |
| Francisco António Pires Barata                 | Governador               | setembro de 1953      | 15 agosto de 1954      |             |
| Luís da Câmara Leme de Faria                   | Governador representante | agosto de 1954        | 15 de junho de 1955    |             |
| José Machado                                   | Governador representante | 15 de junho de 1955   | 5 de dezembro de 1956  |             |
| Octávio Ferreira Gonçalves                     | Governador representante | 5 de dezembro de 1956 | 13 de outubro de 1957  |             |
| Manuel Marques de Abrantes Amaral              | Governador               | 13 de outubro de 1957 | agosto de 1963         |             |
| Alberto Monteiro de Sousa Campos               | Governador representante | agosto de 1963        | 30 de outubro de 1963  |             |
| António Jorge da Silva Sebastião               | Governador               | 30 de outubro de 1963 | 1972                   |             |
| João Cecílio Gonçalves                         | Governador               | 1973                  | 29 de julho de 1974    |             |
| António Elísio Capelo Pires Veloso             | Governador               | 29 de julho de 1974   | 18 de dezembro de 1974 |             |

### Província autónoma de Portugal (1974-1975)
| Nome                               | Cargo           | Início do mandato      | Fim do Mandato      | Observações |
| ---------------------------------- | --------------- | ---------------------- | ------------------- | ----------- |
| António Elísio Capelo Pires Veloso | Alto Comissário | 18 de dezembro de 1974 | 12 de julho de 1975 |             |